# Задняя корковая атрофия
Задняя корковая атрофия (ЗКА), также называемая синдромом Бенсона — редкая форма деменции, которая считается визуальным вариантом или атипичным вариантом болезни Альцгеймера.
Заболевание вызывает атрофию задней части коры головного мозга, что приводит к прогрессирующему нарушению сложной зрительной обработки.
ЗКА была описана Фрэнком Бенсоном в 1988 году. 
ЗКА обычно проявляется раньше, чем типичные случаи болезни Альцгеймера.
Первые симптомы часто возникают у людей в возрасте от пятидесяти пяти до шестидесяти лет.
Так было с писателем Терри Пратчеттом (1948—2015), который в 2007 году публично заявил о том, что у него диагностирован ЗКА. В редких случаях причиной ЗКА может быть деменция с тельцами Леви и болезнь Крейтцфельдта — Якоба . 

## Симптомы
Основным симптомом, возникающим в результате ЗКА, является снижение зрительно-пространственных и зрительно-перцептивных возможностей.
Это объясняется тем, что область атрофии охватывает затылочную долю, отвечающую за обработку зрительной информации. Атрофия прогрессирует; ранние симптомы включают трудности с чтением, нечёткость зрения, чувствительность к свету, проблемы с восприятием глубины и трудности с ориентацией в пространстве. Дополнительные симптомы включают апраксию, расстройство планирования движений, алексию, нарушение способности читать, и зрительную агнозию, расстройство распознавания объектов.

Дорсальный поток (зеленый) проходит через теменную долю, а вентральный поток (фиолетовый) проходит через височную долю.
Оба потока берут начало в затылочной доле (синяя), расположенной сзади.

По мере распространения нейродегенерации появляются более серьезные симптомы, включая неспособность узнавать знакомых людей и предметы, трудности с ориентированием в знакомых местах, а иногда и зрительные галлюцинации. 
Кроме того, могут возникнуть трудности с выполнением направляющих движений по направлению к объектам, а также может развиться снижение навыков грамотности, включая чтение, письмо и правописание. Более того, если гибель нейронов распространяется на другие передние области коры, могут возникнуть симптомы, похожие на болезнь Альцгеймера, такие как потеря памяти. 
При ЗКА, когда наблюдается значительная атрофия одного полушария мозга, может возникнуть полупространственное игнорирование — неспособность видеть стимулы на одной половине поля зрения.
Тревожность и депрессия также являются распространенными симптомами.

### Связь с болезнью Альцгеймера
ЗКА может быть вариантом болезни Альцгеймера, характеризующимся нарушением зрения.  Хотя изначально они затрагивают разные, а иногда и пересекающиеся области мозга, оба заболевания влекут за собой прогрессирующую дегенерацию нейронов, о чём свидетельствует потеря нейронов и синапсов, а также наличие нейрофибриллярных клубков и сенильных бляшек в пораженных областях мозга; в конечном итоге это приводит к слабоумию при обоих заболеваниях.   При ЗКА наблюдается большее повреждение коры и потеря серого вещества (клеточного тела) в задних отделах, особенно в затылочной, теменной и височной долях, тогда как при болезни Альцгеймера обычно больше повреждений в префронтальной коре и гиппокампе.  
ЗКА имеет тенденцию ухудшать визуально-пространственную рабочую память, оставляя эпизодическую память нетронутой, тогда как при болезни Альцгеймера эпизодическая память, как правило, нарушена, что позволяет предположить, что некоторые различия всё ещё лежат в первичных областях коркового повреждения. 
Со временем атрофия ЗКА может распространиться на регионы, которые обычно повреждаются при болезни Альцгеймера, что приводит к общим симптомам болезни Альцгеймера, таким как дефицит памяти, языка, обучения и познания.    При ЗКА часто ставится диагноз болезни Альцгеймера, предполагающий, что дегенерация просто мигрировала вперед в другие области коры головного мозга. 
Стандартного определения ЗКА и установленных диагностических критериев не существует, поэтому невозможно узнать, у скольких людей это заболевание. Некоторые исследования показали, что около 5 % людей с диагнозом болезнь Альцгеймера страдают ЗКА.
Однако поскольку ЗКА часто остается нераспознанным, это может достигать 15 %.
ЗКА может быть связана с болезнью тельца Леви, болезнью Крейтцфельдта — Якоба, синдромом Балинта и синдромом Герстмана. Кроме того, ЗКА может быть частично результатом мутаций в гене пресенилина 1 (PSEN1).

## Диагноз
Причина возникновения ЗКА неизвестна, и не существует полностью принятых диагностических критериев для этого заболевания.  Это частично объясняется постепенным появлением симптомов ЗКА, их разнообразием, редкостью заболевания и более молодым возрастом начала заболевания, обычно 50—60 лет.
ЗКА часто ошибочно диагностируется как тревожное расстройство или депрессия. Было высказано предположение, что депрессия или тревога могут быть следствием симптомов снижения зрительной функции и прогрессирующего характера заболевания.
Ранние нарушения зрения часто приводят к направлению к офтальмологу, что может привести к ненужной операции по удалению катаракты. 
Из-за отсутствия биомаркеров для определения ЗКА рекомендуется проведение нейропсихологических обследований. Нейровизуализация также может помочь в диагностике ЗКА.При ЗКА и болезни Альцгеймера нейровизуализация проводится с помощью МРТ-сканирования, однофотонной эмиссионной компьютерной томографии и позитронно-эмиссионной томографии (ПЭТ-сканирование).Нейровизуализации часто сравнивают с данными людей с болезнью Альцгеймера, чтобы помочь в постановке диагноза. Из-за раннего начала ЗКА по сравнению с  болезнью Альцгеймера изображения, полученные на ранних стадиях заболевания, будут отличаться от изображений головного мозга при болезни Альцгеймера.
На этой ранней стадии атрофия головного мозга в большей степени локализована в правой задней доле и затылочной извилине, в то время как на снимках головного мозга  болезнью Альцгеймера видно, что большая часть атрофии приходится на среднюю височную кору.
Эти различия в изображениях помогут в ранней диагностике ЗКА; однако с годами изображения будут становиться все более схожими, поскольку у большинства пациентов ЗКА также развивается болезнь Альцгеймера в более позднем возрасте из-за продолжающейся атрофии головного мозга.Ключевым аспектом, выявленным при визуализации головного мозга пациентов с ЗКА, является потеря серого вещества (скопления нейрональных клеток) в задней и затылочно-височной областях коры правого полушария.
У некоторых людей с ЗКА нейровизуализация может не дать четкого диагноза, поэтому тщательное наблюдение за симптомами также может помочь в постановке диагноза. Вариативность и отсутствие организованного клинического тестирования привели к постоянным трудностям и задержкам в диагностике ЗКА.

## Лечение
Специфическое и общепринятое лечение ЗКА еще предстоит найти; это может быть связано с редкостью и вариабельностью течения заболевания.Иногда людям с ЗКА назначают препараты для лечения болезньи Альцгеймера, такие как ингибиторы холинэстеразы: донепезил, ривастигмин, галантамин, а также мемантин. Антидепрессанты также оказывают некоторое положительное воздействие
Могут помочь другие методы лечения, такие как трудотерапия или помощь в адаптации к изменениям зрения. Визуальные и тактильные подсказки, адаптивное оборудование и цифровые средства для работы с текстом — всё это может оказаться полезным. Люди с ЗКА и лица, осуществляющие уход за ними, скорее всего, будут иметь другие потребности, чем в более типичных случаях болезни Альцгеймера, и им могут помочь специализированные группы поддержки или другие группы для молодых людей с деменцией.